# Peluda de Yamanaka
La peluda de Yamanaka (Arnoglossus yamanakai) és un peix teleosti de la família dels bòtids i de l'ordre dels pleuronectiformes.

## Distribució geogràfica
Es troba a les costes del mar de la Xina Meridional.